# Theoretical and Applied Informatics
Theoretical and Applied Informatics – kwartalnik Komitetu Informatyki Polskiej Akademii Nauk.
Jego redakcją zajmuje się Instytut Informatyki Teoretycznej i Stosowanej PAN.

## Zakres tematyczny
Theoretical and Applied Informatics publikuje artykuły z zakresu szeroko rozumianej informatyki, w szczególności w zakresie:
- podstaw informatyki,
- inżynierii oprogramowania,
- przetwarzania obrazów,
- grafiki komputerowej,
- sieci komputerowych,
- informatyki kwantowej,
- bioinformatyki.